# Harry Rosenswärd
Otto Harry Rosenswärd (Karlskrona, 20 de abril de 1882 — Estocolmo, 16 de julho de 1955) foi um velejador sueco, campeão olímpico. Ele competiu nos Jogos Olímpicos de Verão de 1912 na classe 10 Metre e conquistou a medalha de ouro na disputa a bordo do Kitty com Carl Hellström, Filip Ericsson, Paul Isberg, Humbert Lundén, Herman Nyberg, Erik Wallerius e Harald Wallin.